# Drosophila punjabiensis
Drosophila punjabiensis är en tvåvingeart som beskrevs av Parshad och Paika 1965. Drosophila punjabiensis ingår i släktet Drosophila och familjen daggflugor.
Artens utbredningsområde är Indien, Malaysia och Thailand.